# Nicolás Pavlovich
Nicolás Pavlovich (14 de febrero de 1978, Balcarce, Buenos Aires, Argentina) es un exfutbolista argentino, jugaba de delantero.

## Trayectoria

### Inicios y debut enNewell's Old Boys
Se crio futbolísticamente en Balcarce, luego fue a Newell's Old Boys de Rosario en donde debutó en 1998 y en el cual marcó 7 goles en 30 partidos con un promedio de 0,23 goles por partido.

### Club Atlético Argentino de Rosario
En 1999 pasa a Club Atlético Argentino de Rosario donde anotó 9 goles en 30 partidos siendo el goleador y figura destacada del equipo.

### Segunda etapa enNewell's Old Boys
Luego vuelve a Newell's en el 2000 siendo el segundo goleador del equipo anotando 7 goles en 31 partidos con un promedio de goles de 0,22. En la "Lepra" marcó 14 goles en 61 partidos. Entre sus goles destacados en esta etapa, se puede mencionar un doblete que le convirtió a Rosario Central por el Clásico rosarino.

### Racing Club de Avellaneda
Luego pasa a Racing Club de Avellaneda en el 2002 donde estuvo hasta 2003, en el club jugó 20 partidos e hizo 5 goles. Su primer gol fue a Chacarita Juniors, luego de un contragolpe, Nico probo al arco de lejos se desvió en un defensor y descoloco al arquero que nada pudo hacer, ese día Racing ganó 3 a 0 al Funebrero. Su segundo gol fue a San Lorenzo de Almagro luego de una pelota recuperada por Adrian Bastia, este tocó para Diego Milito, Pavlovich amago a 2 defensores de San Lorenzo de Almagro y la coloco en el palo izquierdo del arquero del Ciclón, pego en el palo y entró poniendo el 1 a 0 en lo que sería el 2 a 0 a favor de La Academia por la Copa Sudamericana 2002. Su tercer gol fue a Nueva Chicago, Carlos Arano tocó para Sixto Peralta, metió el centro y Nico hizo una estupenda jugada de pataditas y la clavo al palo derecho del arquero, el resultado fue 3 a 0 a favor de Racing. Su cuarto gol fue a Boca Juniors en la recordada remontada 4 a 3, el gol surgió luego de que Diego Milito le quitara la pelota a Raúl Cascini y se lanzó a toda velocidad hacia el campo rival vio a Pavlovich solo, este dejó atrás a Diego Crosa, enfrentó al Pato Abbondanzieri y definió al palo derecho del arquero dando vuelta el marcador. Su quinto y último gol fue a Banfield, Mariano González tocó para Sixto Peralta, este la solto para Diego Milito que le devolvió de primera a Sixto Peralta que le quiso devolver pero el defensor de Banfield se interpuso pero se resbaló Sixto tocó al medio y Pavlovich definió como un 9 clásico, empujándola con el arco vacío.

### FC Saturn
En el 2003 pasa al FC Saturn. Aquí jugó 53 partidos y marcó 9 goles jugando de segunda punta o enganche en donde se destacó por ser más asistidor ya que dio 16 asistencias en el club suizo.

### 1. FC Kaiserslautern
En el 2006 pasa al Kaiserlautern de Alemania donde solo jugó 5 partidos, todos por la copa alemana sin marcar goles.

### Monarcas Moreliay su paso porBanfield
En el 2007 pasa al Monarcas Morelia anotando 1 solo gol en 17 partidos jugando en un nivel muy bajo. Y en ese mismo año pasa a las filas de Banfield en el cual cuajó 4 goles en 27 partidos, el más recordado en la victoria 3-2 ante Rosario Central (equipo clásico de su antiguo club, Newell's).

### Argentinos Juniorsy su primer título como jugador
En 2008 comenzó a jugar en Argentinos Juniors, club con el cual consiguió el Torneo Clausura 2010, desempeñando grandes actuaciones, marcando múltiples goles (19 con la camiseta del "Bicho") y asistencias (22 asistencias, la máxima de su carrera futbolística).

### Necaxa
En 2010 es transferido al Necaxa, equipo con el que descendió de categoría.

### Libertady el reconocimiento personal del 2010
A comienzos del año 2011, viaja a Paraguay para incorporarse al Libertad. Este mismo año recibe el premio Fangio de Oro en su ciudad natal, por su trayectoria en el año 2010. En el primer semestre del 2011, marcó 8 goles jugando por Libertad, 4 en el torneo paraguayo y 4 en la Copa Libertadores de América.

### Olimpo de Bahía Blanca
En el segundo semestre del 2011, volvió a su país para jugar en Olimpo de Bahía Blanca, con el cual descendería a la Primera B Nacional en mayo de 2012 sin siquiera anotar 1 solo gol y dando solo 1 asistencia en 16 partidos.

### Su paso por Chile enDeportes La Serena
En enero de 2013, viajó a Chile para fichar por Deportes La Serena que disputará el Torneo de Transición de la Primera B, con el afán de llevar a mitad de año a los serenenses, a la Primera División del fútbol chileno. Solo jugó 9 partidos por las diversas lesiones y anotó 2 goles por el campeonato decidió poner fin a su carrera futbolística en Chile.

## Clubes
| Club                   | País           | Año         | PJ  | Anotado | Asistencia |
| ---------------------- | -------------- | ----------- | --- | ------- | ---------- |
| Newell's Old Boys      | Argentina      | 1998 - 1999 | 30  | 7       | 3          |
| Argentino de Rosario   | Argentina      | 1999 - 2000 | 30  | 9       | 5          |
| Newell's Old Boys      | Argentina      | 2000 - 2002 | 31  | 7       | 4          |
| Racing Club            | Argentina      | 2002 - 2003 | 20  | 5       | 3          |
| Saturn                 | Rusia          | 2003 - 2006 | 53  | 9       | 16         |
| Kaiserslautern         | Alemania       | 2006        | 5   | 0       | 0          |
| Morelia                | México         | 2007        | 17  | 1       | 1          |
| Banfield               | Argentina      | 2007 - 2008 | 27  | 4       | 4          |
| Argentinos Juniors     | Argentina      | 2008 - 2010 | 63  | 19      | 22         |
| Necaxa                 | México         | 2010        | 11  | 2       | 0          |
| Libertad               | Paraguay       | 2011        | 20  | 8       | 4          |
| Olimpo de Bahía Blanca | Argentina      | 2011 - 2012 | 16  | 0       | 1          |
| Deportes La Serena     | Chile          | 2013        | 9   | 2       | 0          |
| Marcador Total         | Marcador Total | 1998 - 2013 | 332 | 73      | 63         |

## Palmarés

### Campeonatos nacionales
| Título           | Club               | País      | Año    |
| ---------------- | ------------------ | --------- | ------ |
| Primera División | Argentinos Juniors | Argentina | C-2010 |